# Differten
Differten ist ein Ortsteil (Gemeindebezirk) der Gemeinde Wadgassen im Landkreis Saarlouis (Saarland). Differten liegt an der Bist, einem linksseitigen Zufluss der Saar, und am Nordrand des Warndt. Der Name Differten leitet sich von Diffurthe (tiefe Furt; andere Schreibweisen: Diefurt, Diffurde, Diffurte, Diffurthe, Diffurt, Diffurten sowie Dyffurthe) ab, da der Ort an einer Furt durch die Bist liegt.

## Geschichte
Auf Grund der archäologischen Funde im Raum Differten, z. B. Steinbeilreste aus der Jungsteinzeit, kann nachgewiesen werden, dass es dort Siedlungsstrukturen durch Menschen um 2500 bis 2000 v. Chr. gab. Die erste urkundliche Erwähnung Differtens fand im Jahr 1067 in einer Urkunde von Herzog Gerhardt von Lothringen an das Kloster Echternach statt. Im Jahre 1080 kam Differten zusammen mit Wadgassen (Wadegozingen) in den Besitz des Sigisberts, dem Stammvater der späteren Grafen von Saarbrücken.

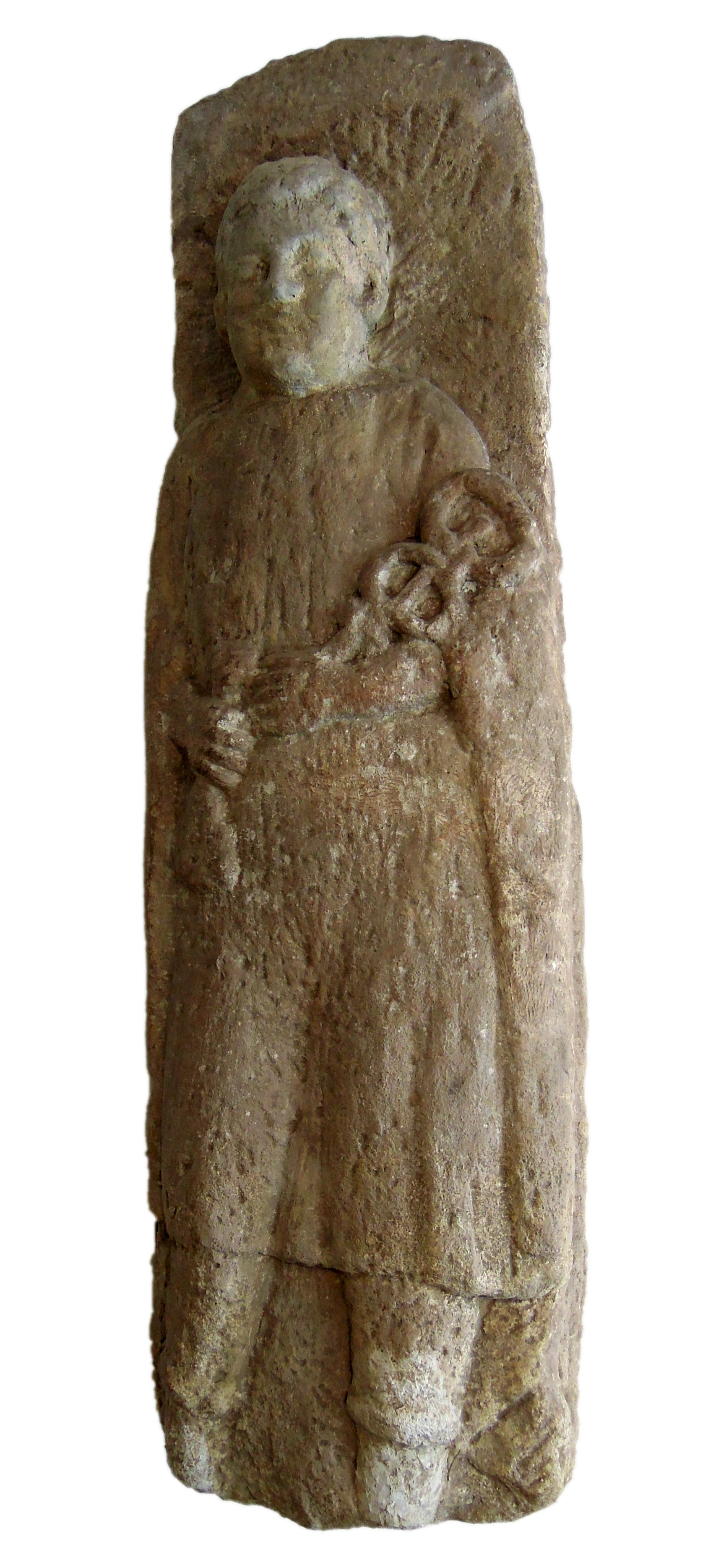
Beim Abbruch der Kirche in Differten 1894 gefundene Merkurstatue

Die Schenkungsurkunde der Edelfrau „Gertrudis von Saarbrücken“, in der diese der Abtei „Wadegozingen“ eine Kapelle sowie ein größeres Landgut zu Diffurde, also Differten, übereignete, ist auf 1223 datiert. Erzbischof Theoderich II. zu Trier bestätigte die Schenkung und übertrug der Abtei die Seelsorge in Diffurde zu gestalten.
Dieses Recht wurde am 17. Dezember 1292 durch Erzbischof Boemund von Trier, der der Ecclesie Wadegociensis das Recht zusprach, die Oberkirche sowie die Kapelle in Dyffurthe durch Weltgeistliche betreuen zu lassen, erweitert.
Die Abtei in Wadgassen, das zu dieser Zeit noch kein wirklicher Ort gewesen ist, sondern fast ausschließlich aus der Abtei selbst bestand, erweiterte 1319 das klösterliche Anwesen in Differten bedeutend.
Im Jahre 1620 erbaute Herr Duhoutz in Differten eine Glashütte, von der heutzutage nur noch die Glashüttenstraße Zeugnis ablegt. Einen letzten historischen Hinweis kann man auf den 6. April 1633 datieren.
Im Jahr 1815 wurde Differten mit der Festlegung der deutsch-französischen Grenze Teil des preußischen Staates.
Differten ist der Fundort des so genannten Merkur von Differten, eines keltisch-römischen Götterbildnisses aus den ersten nachchristlichen Jahrhunderten. Hierbei handelt es sich um eine vollständig erhaltene Sandsteinplatte die den römischen Gott Merkur mit Heroldsstab zeigt. Der Fund wurde beim Abriss der alten Kirche im Jahr 1893 entdeckt und erregte in der Fachwelt großes Aufsehen.
Am 1. Januar 1974 wurde die Gemeinde Differten, zu der auch der Ort Friedrichweiler gehörte, in die Gemeinde Wadgassen eingegliedert.

## Wappen
Blasonierung des ehemaligen Gemeindewappens: „Im silbernen Wellenhaupt, darin drei schwebende rote gemeine Kreuze, in Gold eine gestürzte blaue Spitze, belegt mit einer goldenen Lilie“.
Verliehen an die damals noch selbständige Gemeinde Differten am 10. August 1967.

## Freizeit und Kultur
Differten bietet zahlreiche Freizeit- und Erholungsmöglichkeiten. In Differten ist das Hallenbad der Gemeinde Wadgassen erbaut worden, das zusammen mit dem Parkbad Wadgassen (Freibad) zu den gemeindlichen Bäderbetrieben gehört. Ebenso ist in Differten der Wildpark angesiedelt, der zahlreiche Tiere aus ganz Europa beheimatet und der sich in kommunaler Trägerschaft befindet.
In der Nähe der katholischen Pfarrkirche St. Gangolf befindet sich auch das Differter Kriegsdenkmal, welches zu den Baudenkmälern der Gemeinde zählt.
Außerdem befinden sich in Differten die Denkmäler für den Bergbau und die Hüttenindustrie hinter der Kirche, die so genannten Arbeiterskulpturen, und an der Bisttalhalle in Form von Seilscheibe und Hüttenwalze.
Durch die Lage Differtens, es grenzt an drei Seiten direkt an die dortigen Waldgebiete, ist es an die Rad- und Wanderwege gut angeschlossen. Naherholungszonen, wie der Warndtweiher oder der Fischweiher sind nur wenige Kilometer entfernt. Das ehemalige Munitionsdepot des US-Militärs zwischen Differten und dem Warndtweiher wurde für den Golfkrieg geräumt.

## Persönlichkeiten
- Heinz Anton Höhnen, deutscher Chorleiter, Kirchenmusiker und Musikpädagoge
- Peter Lorson, Theologe, Schriftsteller, geboren am 19. Oktober 1897 in Differten[16]
- Gudula Staub, ehemalige deutsche Volleyballerin